# 劍尾灰蝶屬
劍尾灰蝶屬（學名：Jacoona）是線灰蝶亞科瑤灰蝶族裡的一個屬。分佈於東南亞。

## 物種
- 劍尾灰蝶 Jacoona anasuja
- 玉美劍尾灰蝶 Jacoona irmina [2]